# آنانداپورام
آنانداپورام (به لاتین: Aanandapuram) در سری‌لانکا است که در استان شمالی (سری‌لانکا) واقع شده‌است.